# François-Xavier Dillmann
Pour les articles homonymes, voir Dillmann.
François-Xavier Dillmann, né le 27 novembre 1949 à Berlaimont, est un scandinaviste français.
Directeur d'études à l'École pratique des hautes études, il est spécialiste de la mythologie nordique, ainsi que de la philologie et de la littérature norroise.

## Biographie

### Formation
François-Xavier Dillmann a fait des études à l'université de Lille où il rédigea un mémoire intitulé L'Évangélisme de la Suède, d'après les sources chrétiennes : mémoire précédé d'une traduction de la Vita Anskarii & de la Descriptio Aquilonis Insularum, en 1971. Il poursuivit ses études et recherches dans les universités d'Uppsala (dont il a été fait docteur honoris causa en 2001), de Copenhague, de Reykjavík, de Göttingen et de Munich.
Il est docteur en études germaniques de l'université de Caen (avec une thèse sur Les Runes dans la littérature islandaise ancienne, 1976) et docteur d'État en langues et littérature scandinaves (avec une thèse sur Les Magiciens dans l'Islande ancienne, 2006).

### Carrière
François-Xavier Dillmann est depuis 1988 directeur d’études à la IVe section (Sciences historiques et philologiques) de l’École pratique des hautes études (chaire d'histoire et philologie de la Scandinavie ancienne et médiévale).
Il a été nommé en juin 2009 membre correspondant français de l'Académie des Inscriptions et Belles-Lettres (Institut de France). Il a reçu en novembre 2008 les insignes et le diplôme de commandeur dans l'Ordre royal de l'étoile polaire (Suède). 
Le 10 août 2017, à l'occasion d'un séjour en Islande, il fut invité sur le plateau de Björn Bjarnason, ancien ministre de l'éducation en Islande, dans l'émission Sjónvarpsþættir, pour parler de ses travaux académiques.

### Distinctions
- Officier de l'ordre des Palmes académiques
- Commandeur de l'ordre royal de l'Étoile polaire (2008)

#### Sociétés savantes
- Président de la Société des études nordiques, depuis sa fondation en 1992[6], et directeur de sa revue Proxima Thulé[7].
- Membre de l’Académie royale Gustave Adolphe (Kungl. Gustav Adolfs Akademien, Upsal), depuis novembre 1992.
- Membre d’honneur de la Société des études islandaises (Isländska sällskapet, Upsal), depuis avril 1994.
- Membre de l’Académie royale des Belles-Lettres, de l’Histoire et de l’Antiquité (Kungl. Vitterhets Historie och Antikvitets Akademien, Stockholm), depuis septembre 1997.
- Membre de la Société royale des Sciences de Norvège (Det Kongelige Norske Videnskabers Selskab, Trondheim), depuis octobre 1998.
- Membre de la Société royale pour l’édition des manuscrits concernant l’histoire de la Scandinavie (Kungl. Samfundet för utgivande av handskrifter rörande Skandinaviens historia, Stockholm), depuis décembre 1999.
- Membre de la Société de linguistique d’Upsal (Språkvetenskapliga sällskapet i Uppsala), depuis décembre 2000.
- Membre correspondant de la Société des Sciences d’Islande (Vísindafélagið Íslendinga /Societas Scientiarum Islandicum), depuis mars 2004.
- Membre de la Société royale des Lettres et des Sciences humaines d’Upsal (Kungl. Humanistiska Vetenskaps-Samfund i Uppsala), depuis mars 2005.
- Membre de l’Académie des Sciences et des Lettres de Norvège (Det Norske Videnskaps-Akademi, Oslo), depuis mars 2009.
- Membre de la Société royale des Sciences d’Upsal (Regia Societatis Scientiarvm Vpsaliensis / Kungl. Vetenskaps-Societeten, Upsal), depuis mai 2009.
- Nommé correspondant français de l’Académie des Inscriptions et Belles-Lettres (Institut de France), le 19 juin 2009.
- Membre d’honneur de la Société Classiconorroena (Pérouse), depuis février 2010.
- Membre correspondant de la Société Nathan Söderblom (Societas Soederblomiana Upsaliensis /Nathan Söderblom-sällskapet, Upsal), depuis janvier 2011.
- Associé correspondant national de la Société nationale des antiquaires de France, depuis décembre 2011.

#### Autres activités scientifiques
- Membre du comité scientifique de la collection Beiträge zur nordischen Philologie éditée par la Schweizerische Gesellschaft für skandinavische Studien (Zurich), depuis juin 2000[7].
- Conseiller scientifique (Fachberater) du Reallexikon der Germanischen Altertumskunde (von Johannes Hoops). Zweite, völlig neu bearbeitete und stark erweiterte Auflage, Walter de Gruyter (Berlin/New York), depuis mars 2005.
- Membre du comité éditorial de la collection des publications scientifiques du Centre d’études médiévales (Senter for middelalderstudier) de l’université de Trondheim (Norvège), depuis janvier 2006.
- Membre du comité éditorial du Journal of Northern Studies, édité par l’université d'Umeå (Suède), depuis mai 2006.
- Membre du comité éditorial de la revue Gripla, publiée par l’Institut de philologie nordique de l’université d'Islande (Stofnun Árna Magnússonar í íslenzkum frædum), depuis mars 2008.
- Membre du comité scientifique de la revue Classiconorroena, publiée par la Société savante Classiconorroena, en collaboration avec l’Université de Naples - Frédéric-II, depuis janvier 2011.

### Métapolitique
Selon plusieurs auteurs, il a été proche du GRECE et, sous le pseudonyme « François Dirksen », membre du comité de rédaction correspondant en Allemagne de Nouvelle École (au comité de patronage de laquelle il figure sous son nom d'état civil), et ancien collaborateur d'Éléments,,,,,,. D'après Jean-Yves Camus et René Monzat, le même « François Dirksen » a collaboré à Défense de l'Occident ; ils estiment aussi que Dillmann a « probablement » utilisé le nom de plume « Erik Sanders » pour animer Le Courrier lillois, publication d'étudiants fédéralistes.

## Travaux
Il a écrit de nombreux articles sur l'histoire de la Scandinavie médiévale, la littérature norroise, la mythologie nordique et l'écriture runique. Il est aussi l'auteur de deux traductions d'œuvres de Snorri Sturluson. En 1991, il publia une traduction partielle de l’Edda (la Gylfaginning, ainsi que quelques chapitres des Skáldskaparmál) en 1991. À l'occasion de la parution de cette traduction, il fut, la même année, l'invité de Claude Mettra, à France Culture, pour une émission intitulée « Snorri Sturluson – Une Vie, une Œuvre : L'Edda et la mythologie nordique ». L'ouvrage a connu vingt-six réimpressions et avait dépassé en 2022 les cinquante mille exemplaires vendus. En 2000, il publie la première partie de l’Histoire des rois de Norvège. En 2022 paraît la deuxième partie de l'œuvre de l'historien islandais.  
Influencé par l'œuvre de Georges Dumézil, il a notamment collaboré à l'ouvrage dirigé par Jean-Claude Rivière Georges Dumézil : à la découverte des Indo-Européens (1979) et a édité et préfacé un recueil d'articles que le comparatiste a consacrés à la mythologie nordique (Mythes et dieux de la Scandinavie ancienne, 2000).

## Ouvrages
- Snorri Sturluson, L’Edda. Récits de mythologie nordique. Traduit du vieil islandais, introduit et annoté par François-Xavier Dillmann, Paris, Gallimard (L’aube des peuples), 1991, 233 p.
- Snorri Sturluson, Histoire des rois de Norvège (Heimskringla). Première partie : Des origines mythiques de la dynastie à la bataille de Svold. Traduit du vieil islandais, introduit et annoté par François-Xavier Dillmann, Paris, Gallimard (L’aube des peuples), 2000, 706 p. [Cet ouvrage a été couronné par l’Académie royale Gustave Adolphe en novembre 2000.]

- Les magiciens dans l’Islande ancienne. Études sur la représentation de la magie islandaise et de ses agents dans les sources littéraires norroises, Upsal, Kungl. Gustav Adolfs Akademien för svenk folkkultur (Acta Academiae Regiae Gustavi Adolphi, XCII), 2006, XVIII, 779 p.
- Snorri Sturluson, Histoire des rois de Norvège, Tome II : Histoire du roi Olaf le Saint. Traduit du vieil islandais, introduit et annoté par François-Xavier Dillmann, Gallimard, 2022, 1248 p., avec un cahier iconographique hors texte de 16 p.

### Autres publications
Voir son CV.

## Prix
- Prix de l’Académie royale Gustave Adolphe (Kungl. Gustav Adolfs Akademien), novembre 1987.
- Prix Pierre-François Caillé décerné par la Société française des traducteurs pour la traduction de l'Edda en 1991[22].
- Prix Dag Strömbäck de l’Académie royale Gustave Adolphe (Dag Strömbäcks belöningsfond), novembre 2000.
- Prix de la Fondation Langue et culture (Stiftelse Språk och kultur) de l’université d’Umeå (Suède), octobre 2001.
- Prix Le Fèvre-Deumier de Pons 2008 de l'Académie des inscriptions et belles-lettres pour Les Magiciens dans l'Islande ancienne[23].